# Нельсон Рокфеллер
Нельсон Олдріч Рокфеллер (англ. Nelson Aldrich Rockefeller, МФА: [ˈrɑkəˌfɛlɚ]; 8 липня 1908, Бар-Гарбор, округ Генкок, Мен, США — 26 січня 1979, Нью-Йорк, США) — американський політик і банкір, віцепрезидент США у 1974—1977 рр.
Належав до найбагатшої сім'ї Америки; онук нафтового магната Джона Девісона Рокфеллера-старшого. Старший брат нинішнього глави сім'ї Рокфеллерів Девіда Рокфеллера і губернатора Арканзасу у 1967—1971 роках Вінтропа Олдріча Рокфеллера.

## Біографія
На початку 1930-х років працював у банках Нью-Йорку, Парижу, Лондона. Тоді ж він на прохання батька, а пізніше і через захоплення архітектурою присвятив себе створенню Рокфеллер-центра в Нью-Йорку. У 1933 році він замовив розпис Рокфеллер-центру популярному мексиканському художникові лівих поглядів Дієго Рівері. Проте, після завершення розпису, попросив Ріверу прибрати з неї зображення радянського лідера В. І. Леніна, фігура якого викликала неоднозначну реакцію у США.
Коли художник відмовився це зробити, розгорівся скандал між ним і Рокфеллером. Виплативши Рівері гонорар, Рокфеллер звільнив його і повністю знищив його роботу. Фраза молодого Рокфеллера: «Це моя стіна»! увійшла до приказки в США. Інцидент отримав великий розголос в США і інших країнах. Він широко освітлювався в ЗМІ і викликав бурхливі дискусії. Ця історія також обіграна в кінофільмах (у тому числі в х/ф «Фріда» 2002 р.).
У політиці з 1940-х рр., член Республіканської партії, при демократах Рузвельті і Трумені брав участь в різних урядових комісіях, у 1951—1952 рр. голова консультативної ради з питань міжнародного розвитку. У республіканській адміністрації Ейзенхауера був заступником міністра. У 1954—1955 рр. спеціальний помічник президента Ейзенхауера із зовнішньополітичних питань.
З 1959 по 1973 року губернатор штату Нью-Йорк, мав репутацію ліберала і лідера помірного крила республіканців. Починаючи з 1960 року намагався отримати у Республіканської партії висунення своєї кандидатури на президентство, але чотири рази підряд невдало (1960; 1964; 1968; 1972).
Після відставки Річарда Ніксона у 1974 році президентом став другий віце-президент Джеральд Форд. Форд був віце-президентом, оскільки обраний на цю посаду Спіро Агню був вимушений піти у відставку ще раніше, ніж сам Ніксон. Відповідно до 25-ї поправки до Конституції США пост віце-президента, на якому відкрилася вакансія, мав бути заміщений Конгресом з представлення президента.
Форд зупинив свій вибір на Рокфеллері, який був упродовж довгого часу ефективним губернатором найбільшого штату. Конгресмени обох палат цікавилися більше не політичними здібностями кандидата, які були безперечні, а тим, чи не вплине на його діяльність причетність до фінансової еліти і величезне особисте багатство. Після довгих дебатів Палата представників і Сенат затвердили Рокфеллера віце-президентом 19 грудня 1974 року.
Він став другим і доки останнім віце-президентом, який вступив на посаду відповідно до 25-ї поправки, після самого Форда.
Рокфеллер обставив і багато прикрасив на свої засоби віце-президентську резиденцію у Вашингтоні, хоча фактично не жив там, вже маючи у Вашингтоні будинок. Йдучи з поста, він залишив усю обстановку в резиденції у власності держави, і нею користуються всі подальші віце-президенти. Під час однієї з публічних розмов у 1976 року присутні хіппі стали висміювати Рокфеллера, тоді він, розсердившись, показав їм середній палець, що було зафіксовано на фото, що здобуло велику популярність.
У листопаді 1975 Форд повідомив Рокфеллеру, що планує балотуватися на другий термін і обрав у якості кандидата у віце-президенти іншу особу — відомого республіканця, сенатора Боба Доула. Утім, тандем Форд — Доул програв тандему демократів Картер — Мондейл. Через кілька років Форд визнавав, що викреслення Нельсона Рокфеллера зі списку кандидатів на виборах було однією із найбільших помилок його політичної кар'єри.
Був постійним членом Більдерберзького клубу.
Творець Музею примітивного мистецтва в Нью-Йорку.
Нельсон Рокфеллер помер у Нью-Йорку через 2 роки після відходу з посади, 26 січня 1979 року, «від серцевого нападу під час статевого акту», як офіційно вказано в його свідоцтві про смерть. Коханкою 70-річного політика була його 25-річна секретарка Меган Маршак.
Його син Майкл Рокфеллер — етнограф і антрополог, зник безвісти в 1961 році у Новій Гвінеї під час наукової експедиції.